# Katja Šugman Stubbs
Katja Šugman Stubbs, slovenska pravnica in psihologinja, * 1966
Je profesorica kazenskega prava in kriminologije na Pravni fakulteti v Ljubljani in raziskovalka na Inštitutu za kriminologijo.
Bila je gostujoča profesorica in raziskovalka na Univerzi v Cambridgeu (2003–05), na Univerzi v Poitiersu (2009, 2012), ter prejemnica Fulbright štipendije (Berkeley, 2017). Bila je slovenska predstavnica v Komiteju za preprečevanje mučenja Sveta Evrope (2015–2016) in članica Državnotožilskega sveta (2011–2017).
Od 19. decembra 2018 je sodnica Ustavnega sodišča RS.

### Zasebno
Je hči slovenskega športnega delavca ter zaslužnega profesorja Univerze v Ljubljani Rajka Šugmana, nečakinja igralca Zlatka Šugmana ter sestrična igralca Jerneja Šugmana.